# مهرجان الأردن
أقيم مهرجان الأردن في 8 يوليو 2008 بعد إلغاء مهرجان جرش بقرار من حكومة نادر الذهبي على أن يحتوي على فعاليات ثقافية وفنية مختلفة يتم توزيعها على عدد من مدن الأردن. ولقي المهرجان مقاومة شعبية تمثلت بمقاطعة النقابات المهنية له بما فيها نقابات الفنانين بسبب ما أشيع أنه جزء من عملية التطبيع مع إسرائيل. إلا أن الأخيرة تراجعت عن قرارها وأيّدت المهرجان ببيان أطلقته في أجهزة الإعلام الأردني. وقيل أن ذلك حدث بسبب ضغوط من الحكومة. وقد نفى الملك عبد الله الثاني عبر الصحف الأردنية أن يكون للمهرجان أي علاقة بالتطبيع الأمر الذي شجّع الأردنيين على حضوره وإنجاحه.

## سبب المقاطعة
أشيع أن منظم المهرجان شركة فرنسية متعاطفة مع إسرائيل تدعى «ببليسيز غروب» (بالفرنسية: Publicis Groupe)‏  والتي نظمت حفل ذكرى قيام دولة إسرائيل الستين الذي يراه كثير من العرب على أنه النكبة الفلسطينية"، فقد صرح رئيس الشركة ورئيسها التنفيذي «موريس ليفي» موريس ليفي  في لقاء له في صحيفة (لوموند الفرنسية) في عددها الصادر في 24 مايو/أيار 2008 "إن إسرائيل بلد صديق وُلد وسط العذاب والألم والأسى فوق أرضه الأصلية، وبالتالي من الطبيعي أن يتم التعبير عن الصداقة له تماماً مثلما يحدث مع قريب يحتفل بحدث سعيد".
إلا أن هيئة تنشيط السياحة الأردنية المسؤولة على فعاليات المهرجان أعلنت بلسان مديرها العام «نايف الفايز» أن شركة «لو فيزيتور دي سوار» (بالفرنسية: Les Visiteurs du Soir)‏  وهي شركة فرنسية أخرى وهي المنوط بها أعمال التعاون بالتنظيم مع مجموعة من شباب وشابات الأردن وليست «ببليسيز» كما أُشيع.

## وصلات خارجية
- الموقع الرسمي للمهرجان
- تقرير فيديو حول المهرجان
- الموقع الرسمي لشركة «لو فيزيتور دي سوار»
- الموقع الرسمي لشركة «ببليسيز غروب»